# Tyler Perry
Tyler Perry (n. 13 septembrie 1969, parohia Orleans⁠(d), Louisiana, SUA) este un actor, regizor, scenarist și dramaturg american.

## Biografie
gg

## Filmografie selectivă
- 2009 Star Trek: Un nou început (Star Trek), regia Jeffrey Jacob Abrams
- 2014 Fata dispărută (Gone Girl), regia David Fincher
- 2016 Țestoasele Ninja 2 (Teenage Mutant Ninja Turtles: Out of the Shadows), regia Dave Green
- 2018 Vicele (Vice), regia Adam McKay
- 2021 Nu priviți în sus (Don't Look Up), regia Adam McKay